# 일본대만교류협회 가오슝 사무소
일본대만교류협회 가오슝 사무소(일본어: 日本台湾交流協会高雄事務所 / にほんたいわんこうりゅうきょうかいカオシュン(たかお)じむしょ 니혼타이완고우류우쿄유카이 가오슝(다카오) 지무쇼[*], 중국어 (대만): 公益財團法人日本台灣交流協會高雄事務所, 영어: Japan-Taiwan Exchange Association, Kaohsiung Office)는 일본이 중화민국 남부 최대 도시인 가오슝시에 설치한 영사관급에 상당한 사무소이다. 또한 1966년부터 1972년까지는 교류협회 산하 가오슝 사무소가 아닌 주중화민국 일본 대사관 산하 영사관인 주가오슝 일본 총영사관으로 설치하여 운영된 바 있다. 1972년 일본이 중화인민공화국과의 외교 관계를 수립하면서 외교가 단절됨에 따라 대만과 일본 양국에게는 비공식 교류 활동으로 전환, 명칭을 총영사관에서 사무소로 변경되어 오늘에 이르고 있다.

## 소재지
- 가오슝시 링야구 허핑1로 87번지 난화허핑대루 9, 10층[4]

## 관할 구역
관할 구역은 가오슝시, 타이난시, 핑둥현, 자이시, 윈린현, 타이둥현 및 펑후현 등 대만 남부 지역과 펑후 제도 일원을 위주로 관할한다.

## 같이 보기
- 일본대만교류협회
- 미국재대만협회 가오슝 분처